# Chiesa di San Valentino (Bussolengo)
La chiesa di San Valentino è un edificio religioso, la cui costruzione risale al XII secolo, situato a Bussolengo, in provincia di Verona.
La prima menzione della chiesa è presente su di un codice in cui si afferma che il 12 aprile 1339 un certo Gilberto, vescovo di Tiberiade, l'aveva riconsacrata dopo che era stata violata da scorribande di soldati in lotta con i Della Scala. Successivamente, nel 1391, sappiamo che il vescovo di Verona Giacomo de' Rossi concede ai Disciplini di restaurarla e di insediarsi in un luogo annesso per fondare un ospedale per la cura dei viandanti e dei pellegrini.
La chiesa è nota per i suoi pregevoli cicli di affreschi del XV secolo, che l'adornano sia all'interno che all'esterno, con rappresentazioni della storia di san Valentino. Sul lato orientale, vi è un affresco del XVI secolo raffigurante una Crocefissione. Tali opere sono attribuibili a pittori discepoli di Altichiero, Giovanni Badile, Domenico e Francesco Morone.
Dai resoconti di una visita pastorale del vescovo di Verona Agostino Valier avvenuta nel 1567, sappiamo che l'edificio si trovava in buono stato di manutenzione ed era sinecura.
All'interno si trovano l'altar maggiore seicentesco, un altare a sinistra detto "Altare della Passione" c'è una Deposizione di Cristo di don Domenico Bertini. A destra si trova un altare settecentesco dedicato ai santi Fermo e Rustico.
La parete interna Nord, da sinistra sono affrescati nell'ordine: San Valentino, la Crocifissione, un santo abate e altre due immagini di San Valentino. Il primo San Valentino è attribuibile al Maestro di Sommacampagna (fine del XIV secolo), mentre la crocifissione presenta caratteri della pittura di Altichiero ed è attribuibile al Maestro di Velo d'Astico (fine del XIV secolo). Sulla parete si trovano alcune scritte in un tedesco dialettale antico, datate 1533 e non ancora decifrate. In mezzo si trova un San Valentino incompiuto del XVI secolo, attribuibile a Domenico Morone.
La parete interna Sud presenta sul registro superiore la storia di San Valentino con sei riquadri. Nel primo riquadro il retore romano Cratone (insegna in greco e in latino), seguito da tre discepoli, è consigliato di portare il figlio Cheremone, epilettico, da San Valentino taumaturgo (a fianco ci sono tre medici che dichiarano di non poter curare il figlio). Nel secondo riquadro il vescovo Valentino incontra Cratone che gli promette metà delle sue sostanze (ha una borsa in mano) se riuscirà a guarire il figlio. Valentino rivela che è Dio che fa prodigi (ha il dito alzato verso il cielo). Propone a Cratone di aderire al Cristianesimo. Nel terzo riquadro il vescovo Valentino si ritira nella stanza del ragazzo per pregare. Nel quarto riquadro il bambino è guarito. Valentino battezza Cratone in presenza del ragazzo, della madre e dei discepoli del retore che diventeranno poi seguaci di Valentino. Nel quinto riquadro Valentino, denudato, con la mitria vescovile è davanti al giudice che lo condanna per il suo proselitismo. Viene frustrato, ma Valentino non rinuncia alla fede. È quindi condannato a morte per decapitazione. Nel sesto riquadro è descritta la decapitazione del Santo (273 d.C.).
Sulla parete interna Sud, registro inferiore, da sinistra incontriamo vari santi devozionali: San Giacomo il Maggiore, san Bartolomeo (apostolo), Madonna dell'Umiltà con San Valentino, San Giorgio,  che uccide il drago, San Giuliano. Segue un San Valentino benedicente, attribuito a Domenico e Francesco Morone.
La cantorìa è decorata con dipinti a tempera del settecento ed illustrano la protezione di San Valentino dall'epidemia di afta epizootica, causata da mandrie malate giunte dalla Dalmazia.
Il Compianto di Cristo, presso la porta che conduce in sacrestia, è un complesso di statue di legno policromo. Sono presenti la Madonna svenuta sorretta da Maria di Cleofa e Maria Salome, Maria Maddalena, San Giovanni, Giuseppe d'Arimatea, Nicodemo e il Cristo morto. Si tratta di un'opera cinquecentesca attribuibile a Giovanni Zebellana.
La pregevole statua lignea di San Valentino è presumibilmente opera di artigiani del Tirolo (secolo XVI). Il baldacchino è in legno lavorato a foglie di acanto, volute, fiori, frutti, con colori rosso e oro.
A fianco dell'altar maggiore stanno la statua di San Pietro con un libro in mano e la statua di San Paolo con la spada impugnata nella mano destra.

## Galleria d'immagini

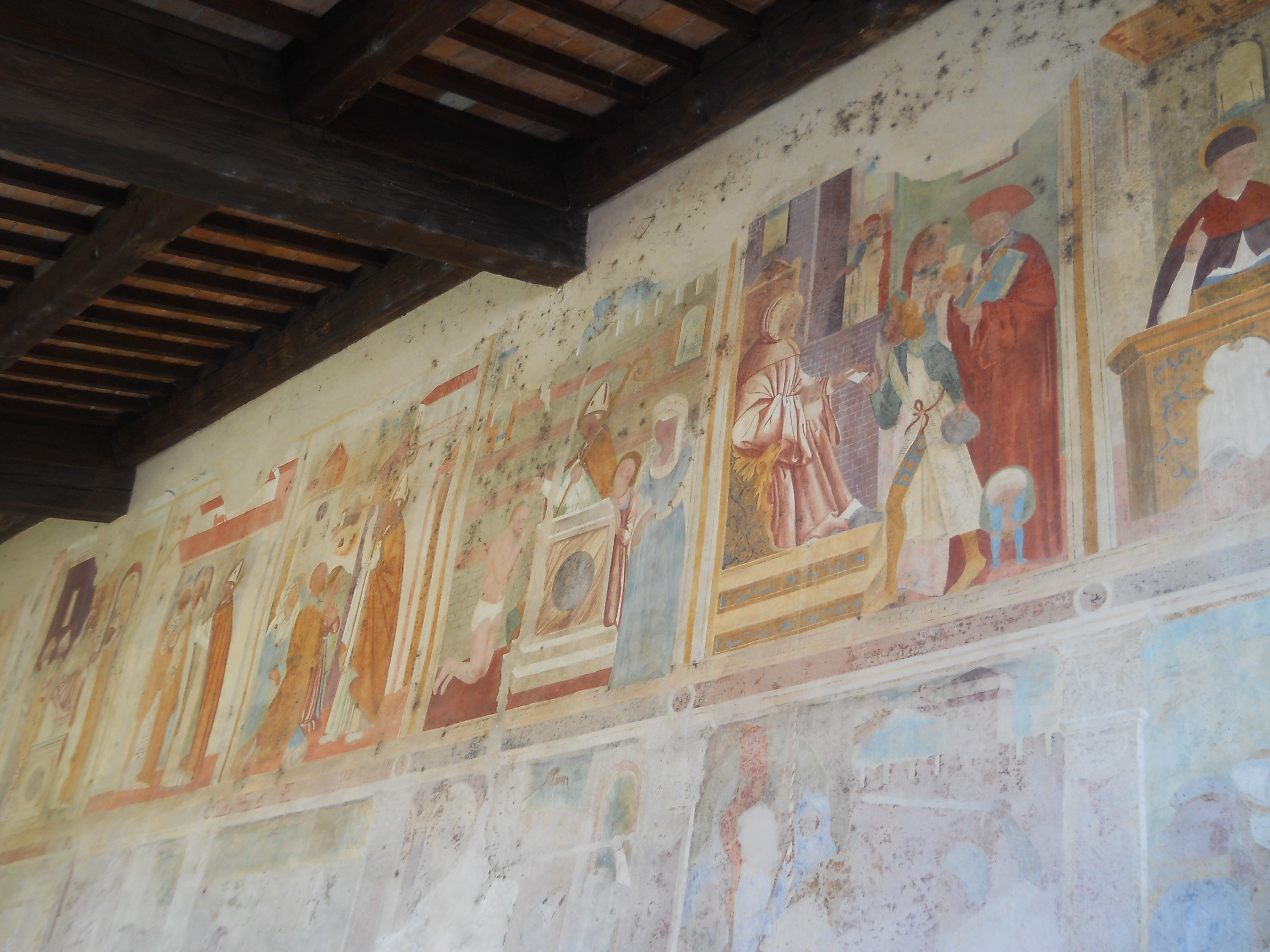
Ciclo di affreschi sulla parete settentrionale della chiesa
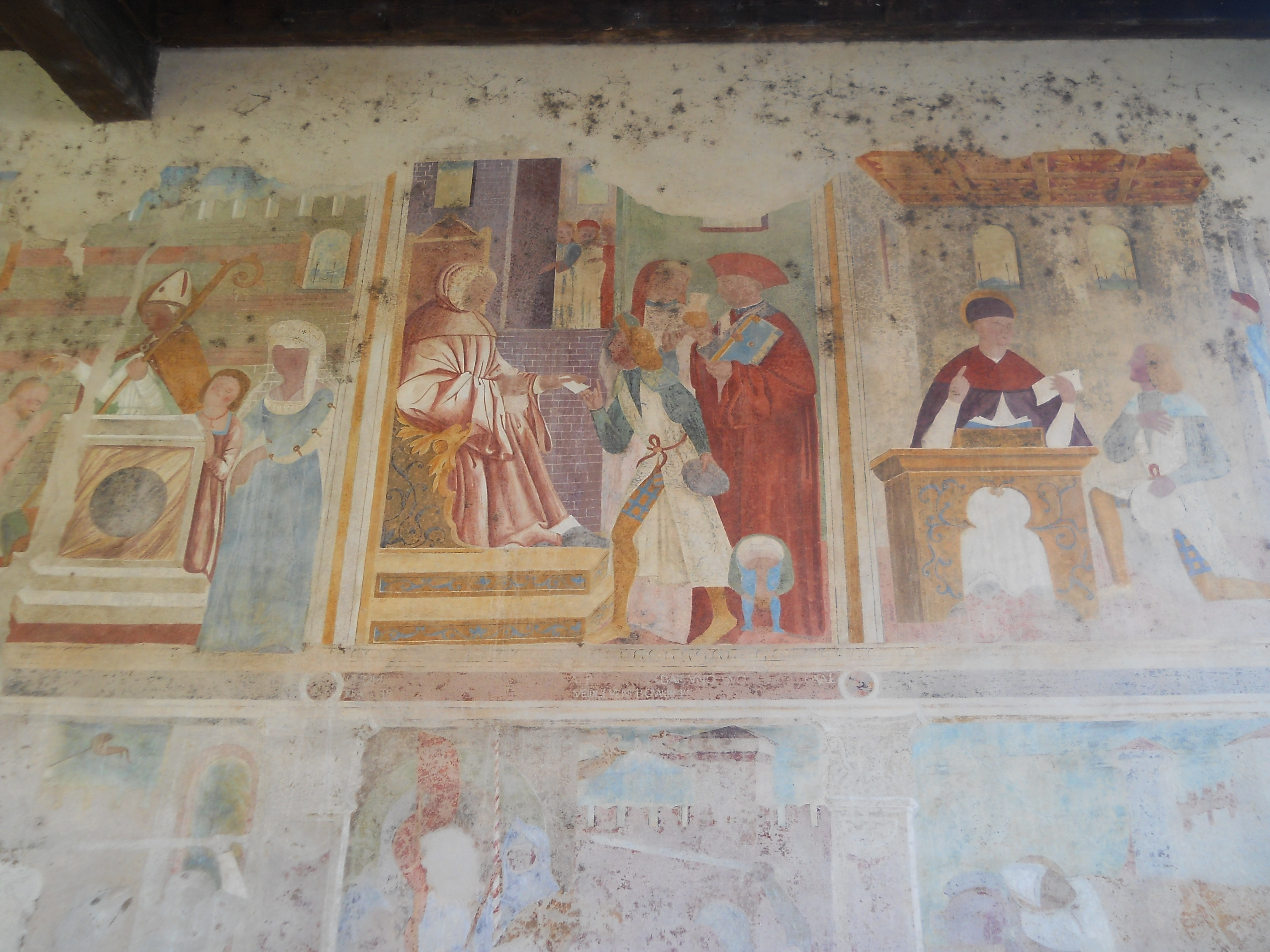
Affresco sulla parete settentrionale della chiesa
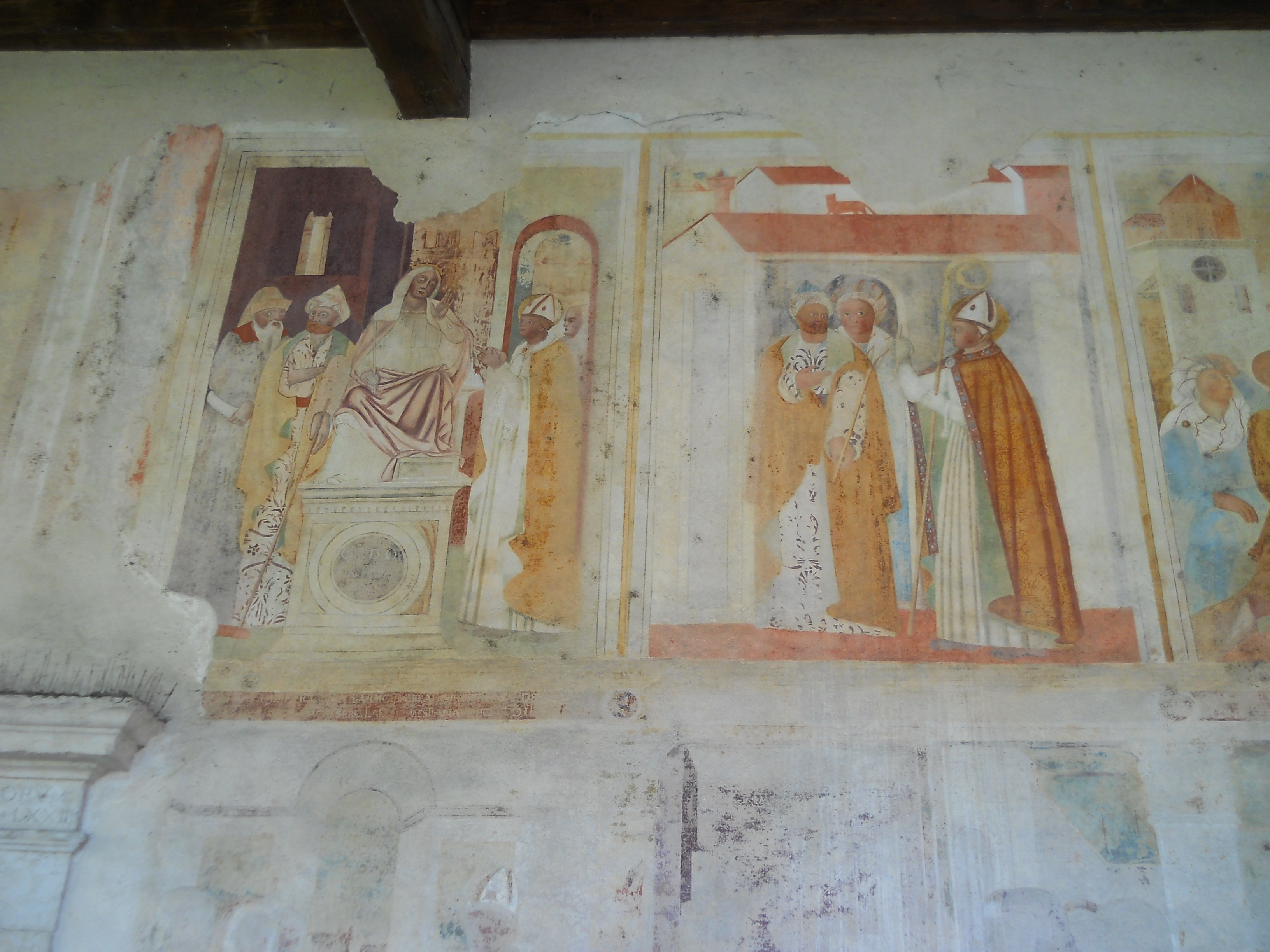
Affresco sulla parete settentrionale della chiesa
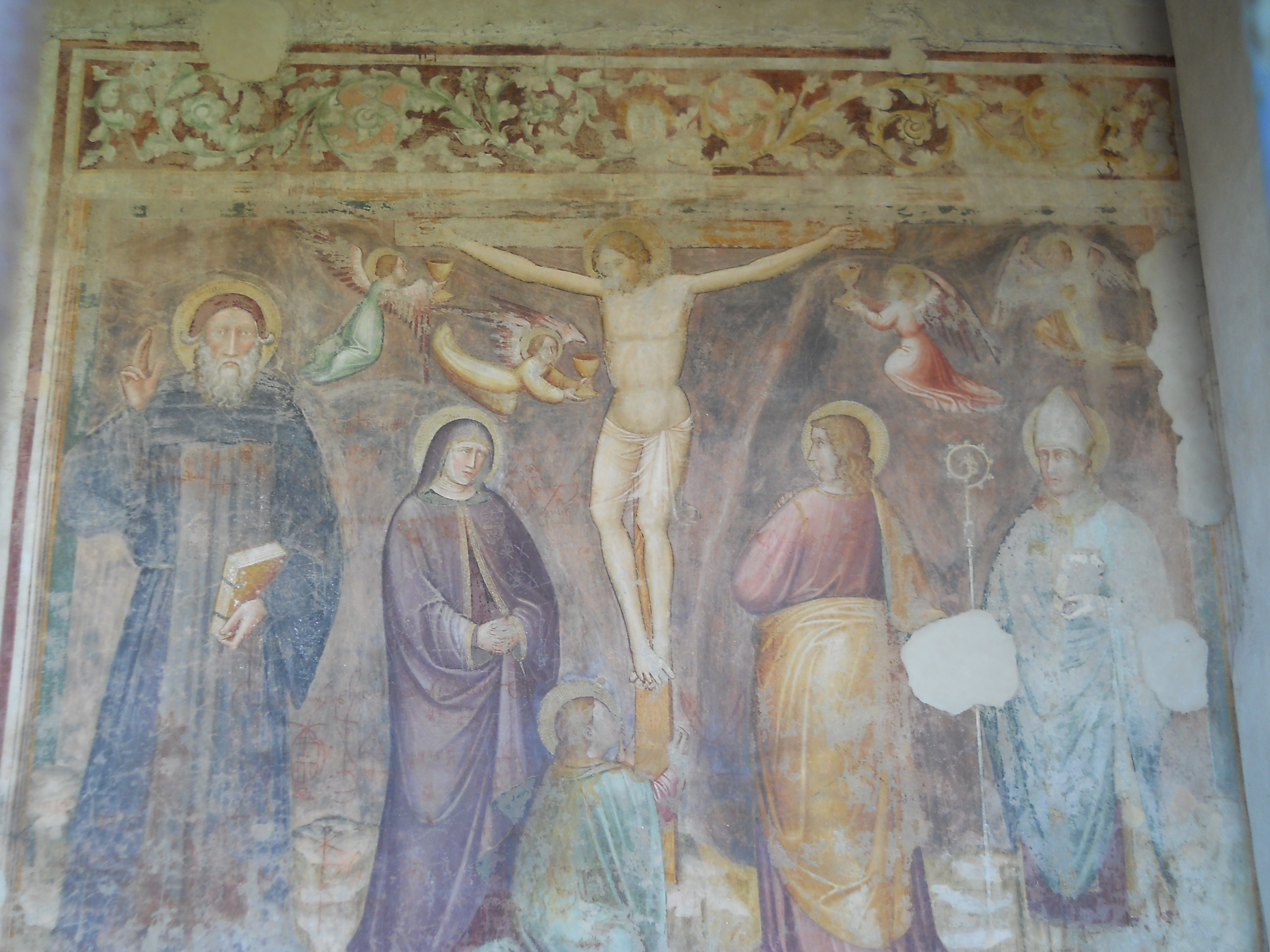
Affresco raffigurante una Crocefissione sulla parete meridionale